# Perturbação do sono
Perturbações do sono ou sonopatias são perturbações dos padrões de sono de uma pessoa ou animal. Algumas perturbações são graves o suficiente para interferir com o normal funcionamento do corpo a nível físico, mental, social e emocional. Entre os exames mais comuns para o diagnóstico de perturbações do sono estão a polissonografia e a actigrafia. As perturbações do sono podem ter diversas causas, desde bruxismo nos dentes até terrores noturnos. Os casos em que a pessoa tem dificuldade em adormecer ou em se manter adormecida sem que haja uma causa óbvia são denominados insónia.
As perturbações do sono podem ser classificadas em dissonias, parassonias, perturbações do ritmo circadiano e outras perturbações, incluindo as que são causadas por problemas médicos ou psicológicos. Entre as perturbações do sono mais comuns estão a apneia do sono (paragens respiratórias durante o sono), narcolepsia, hipersonia (sono excessivo em horários inadequados), cataplexia (perda súbita de tónus muscular enquanto desperto), doença do sono, sonambulismo, terrores noturnos e enurese noturna.